# باوندال
الباوندال هو وحدة قياس قوة لا تتبع النظام الدولي للوحدات. وهو جزء من نظام الوحدات المطلق قدم-رطل-ثانية، نظام فرعي من نظام الوحدات الإنجليزي ظهر سنة 1879، وواحد من أنظمة الوحدات الميكانيكية الفرعية المتخصصة التي تستخدم للمساعدة في العمليات الحسابية.
يعرف البوندال بأنه: القوة اللازمة لتسريع جسم كتلته واحد رطل بمقدار واحد قدم في الثانية لكل ثانية. أو 1 lb·ft·s−2.
وهو أصغر وحدة لقياس القوة، ويمثل حوالي 1/32 من الباوند.
على سبيل المثال، يلزم قوة مقدارها 1200 بوندال لتسريع كتلة قدرها 150 باوند بعجلة مقدارها 8 قدم/ثاتية2.
{\displaystyle (1200\,{\mbox{pdl}})=(150\,{\mbox{lb}})(8\,{\mbox{ft}}/{\mbox{sec}}^{2})}.